# История Тюменской области
История Тюменской области — история Тюменской области, региона на территории Российской Федерации, находящегося в юго-западной части Западно-Сибирской низменной равнины.

## Доисторическая эпоха
Заселение территории области началось в эпоху мезолита 10,4 тыс. л. н., о чём свидетельствует находка таранной (надпяточной) кости у деревни Байгара (на правом берегу Иртыша). 
В Ингальской долине период мезолита представлен ранними культурными отложениями археологического памятника «Остров-II». Мезолитические стоянки юга Тюменской области «Катенька» и «Звёздный» датируются 8-м—7-м тыс. до н. э.
У охотницы-собирательницы I1960 (Tyumen_HG, Tyumen50, Kurgan 6, Mergen 6 (Building № 15), 8166 л. н., 6361—6071 лет до н. э.) со стоянки Мергень 6 на озере Мергень определили митохондриальную гаплогруппу U2e3 (субклад U2e3b1).
Первые следы пребывания человека на территории современной Тюмени в неолите обнаруживаются на берегах Андреевского озера (козловская и кошкинская археологические культуры). К эпохе неолита в Ингальской долине относятся поселение «Двухозёрное-I», ритуальный комплекс «Остров-II», могильник «Старо-Лыбаево-IV», памятники сосновоостровской, боборыкинской и полуденской культур.

На основании анализа всех имеющихся в данный момент радиоуглеродных дат можно констатировать, что неолитический период Зауралья, в целом, укладывается в рамки VI - V тыс. до н. э. и условно может быть разделен на два этапа: ранний неолит (кошкинская и козловская традиции) - конец VII - VI тыс. до н. э., и поздний неолит (полуденская и боборыкинская традиции) - V тыс. до н. э.

Сосновоостровская культура датируется первой половиной 5-го тыс. до н. э. — рубежом 6-го—5-го тыс. до нашей эры. Охотница-собирательница I5766 (4230—3984 лет до н. э., Сосновый остров на озере Среднее Тарманское, Нижнетавдинский район, мтДНК: U5a2b1) заявлена как родственник 3-й степени родства для представителя ботайской культуры BOT15 (3345—3025 лет до н. э., Y-ДНК: N2a-P189.2*, мтДНК: R1b1).
У неолитического образца I1958 (Tyumen1, Kurgan 1, Mergen 6 (Building № 21 - burial 1), 5805±25 BP, 4723—4558 гг. до н. э.) со стоянки Мергень 6, находящейся на полуострове между северо-восточным берегом озера Мергень и каналом Мергенька, определили митохондриальную гаплогруппу U5a1.
К энеолиту относится комплекс многослойного памятника Дуванское XVII под Тюменью, памятники лыбаевской культуре и андреевской культур. В музее Ялуторовский острог в Археологической галерее находится копия древнейшей из найденных в Северной Евразии деревянной погребальной ладьи, обнаруженной в могильнике «Бузан-III».
Бронзовый век в Ингальской долине представлен поселениями ташковской (продолжение андреевской) имбиряйской, андроновской, черкаскульской, пахомовской, бархатовской культур.
Памятники гороховской культуры раннего железного века (VI—III века до н. э.) выявлены в долине Тобола и Исети. Исчезновение гороховской культуры интерпретируется как миграция её носителей на Южный Урал в IV—III веках до н. э. под давлением носителей саргатской культуры.
Саргатская культура раннего железного века выявлена на левом берегу Туры.
По урочищу Потчеваш (Чувашский мыс) получила название потчевашская культура конца раннего железного века — раннего средневековья, основу которой составили носители среднеиртышской культуры, лесные племена Прииртышья, с которыми смешались остатки населения саргатской культуры.
По могильнику Рёлка, расположенному в селе Молчаново, выделена рёлкинская культура (VI—VIII века).
Мифологическое оформление сосудов из Коцкого городка около села Кондинского в низовьях Оби (бывший Берёзовский уезд Тобольской губернии), Надь-Сент-Миклоша, Краснодара, кургана № 17 (X—XI вв.) могильника Кип-III в лесном Прииртышье и кургана 14 Подгорненского IV могильника на Нижнем Дону (берег Цимлянского водохранилища) позволяет признать их атрибутами обрядовых действий. Они применялись, видимо, в обрядах, прямо связанных с их символикой: в дни весеннего и осеннего равноденствий, летнего и зимнего солнцестояния.

## Тюменское ханство
В XIII—XVI веках на берегу реки Тюменки (приток Туры) находилась столица Тюменского ханства татар и кереитов Чинги-Тура (Чимги-Тура). Ханство находилось в вассальной зависимости от Золотой Орды.
В 1495 году правитель Тюменского ханства Мухаммед Тайбуга объединил большую часть Западной Сибири, перенеся столицу в город Сибирь (Кашлык), также известному как Искер.
Впервые название «Тюмень» упоминается в 1406 году в Архангелогородском летописце (Устюжский летописный свод).
В 1563 году хан Кучум казнил соправителей — братьев Едигера и Бекбулата, а Тюменское ханство вошло в состав Сибирского ханства.
Строительство русского Тюменского острога было начато 29 июля 1586 года недалеко от Чинги-Туры по указу царя Фёдора Ивановича. Об этом событии в краткой сибирской летописи сказано:
Лета 7093 (1586) посланы воеводы с Москвы Василие Борисов Сукин, да Иван Мясной, да письменный голова Данило Чулков с тремя сты человек, поставиша град Тюмень июля в 29 день, еже Чимги слых…
Для крепости был выбран просторный мыс, ограниченный с запада оврагами и речкой Тюменкой, с востока — Турой.

## Основание Тобольска
Тобольск основан летом 1587 года в 17 км от татарского поселения Сибирь (Кашлык, Искер) (столицы Сибирского ханства), ниже по Иртышу и ближе к устью Тобола.
В 1629 году из Тобольского разряда был выделен Томский разряд.

## C XVII века
В 1708 году Тобольский разряд был упразднён, а Тобольск был назначен административным центром самой большой в России Сибирской губернии. В 1782 году из территории ликвидированной Тобольской провинции было образовано Тобольское наместничество, преобразованное в 1796 году в Тобольскую губернию.
Ялуторовский музейный комплекс, посвящённый участникам движения декабристов, включает мемориальные дома Матвея Муравьёва-Апостола и Ивана Якушкина. В доме Муравьёва-Апостола воссоздан интерьер первой половины XIX века, собраны предметы той эпохи: книги с автографами хозяина, часы и мебель и др.
Тобольская губерния была в числе 17 регионов, признанных серьёзно пострадавшими, во время голода 1891—1892 годов.
В XX веке село Покровское Тюменского уезда Тобольской губернии получило известность как место рождения Григория Распутина, а  Тобольск — как место ссылки (с 13 августа 1917 года по 13 апреля 1918 года) последнего русского царя Николая II и его семьи, а также, как один из центров крупнейшего в истории России народного выступления против большевиков — крестьянского восстания в Сибири 1921—1922 годов.
В сентябре 1918 года Омск возбудил вопрос об отходе Тюкалинского уезда и новоявленного, непризнаваемого Тобольском, Калачинского уезда.

13 марта в Тюмени 150 мобилизованных взбунтовались, вооружились захваченными в складе винтовками и начали безобразничать в городе. Приказываю бунт подавить самыми жестокими мерами и всех захваченных с оружием бунтовщиков расстрелять на месте без всякого суда. Об исполнении и о числе расстрелянных мне срочно донести. № 0809/ОП.
Командующий Сибирской армией генерал-лейтенант Гайда.
Наштарм сибирской генштаба генерал-майор Богословский.
— «Мысль». № 21. 15 марта 1919 год. Иркутск
Однако мятеж Чехословацкого корпуса временно восстановил статус-кво. И только после освобождения в 1919 году Тюмени и Тобольска от войск А. В. Колчака губернские учреждения окончательно переезжают в Тюмень.
Постановлением ВЦИК РСФСР от 27 августа 1919 года в составе Тобольской губернии оставлены уезды: Обдорский, Берёзовский, Сургутский, Тобольский, Тюменский, Ялуторовский, Ишимский, Тарский и Тюкалинский уезды отошли к Омской губернии. Курганский уезд вошёл в состав Челябинского районного управления на правах губернского органа.
Тобольская губерния официально переименована в Тюменскую специальным постановлением СНК РСФСР от 2 марта 1920 года.
В начале 20-х годов XX века красными было подавлено Западно-Сибирское восстание — крупнейшее антибольшевистское вооружённое выступление крестьян, казаков, части рабочих и городской интеллигенции в РСФСР.
3 ноября 1923 года Тюменская губерния была ликвидирована, вместо её уездов образованы округа, которые вошли в состав Уральской области. С января по декабрь 1934 года существовала Обско-Иртышская область с центром в Тюмени, территориально соответствовавшая современной Тюменской области, затем она была упразднена, а её территория включена в состав Омской области.
Тюменская область была образована 14 августа 1944 года путём выделения ряда районов из Омской и Курганской областей.
29 сентября 1957 года после взрыва на химкомбинате «Маяк» воздушные массы достигли территории Тюменской области, образовав Восточно-Уральский радиоактивный след.